# 聖吉爾聖殿

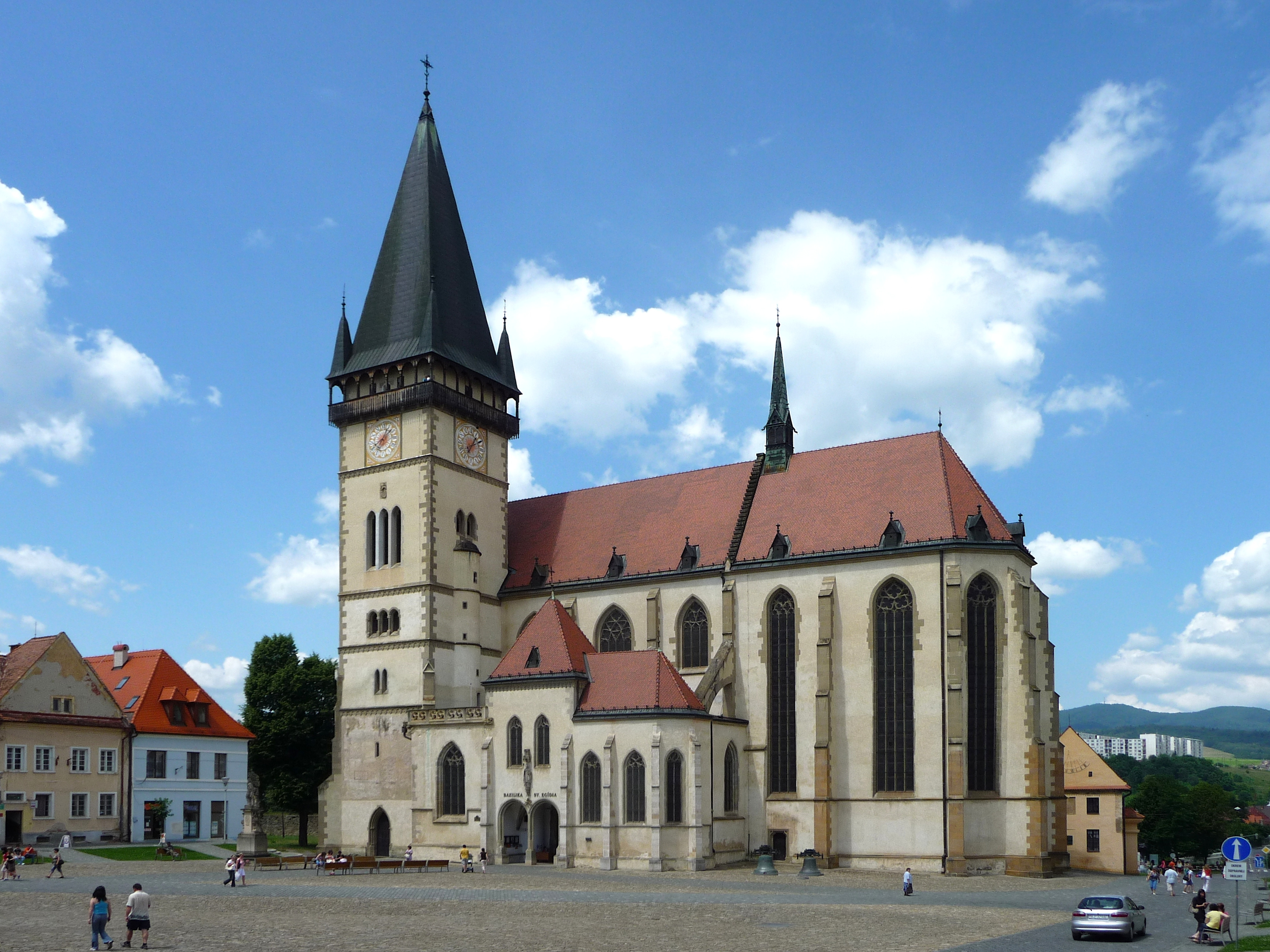
聖吉爾教堂

聖吉爾聖殿，是斯洛伐克城市巴爾代約夫的一座教堂，外觀是哥特式建築，位於市政廳廣場的北部。現在的教堂始建於14世紀中期。1448年，教堂進行了擴建。這座教堂是斯洛伐克東部後期哥特式建築的代表作。20世紀時，教堂進行了改建。

## 外部連結
- UNESCO （页面存档备份，存于）
- Sanctuary and the High Altar

49°17′36″N 21°16′33″E / 49.2933°N 21.2758°E